# Велика жупа Усора-Солі

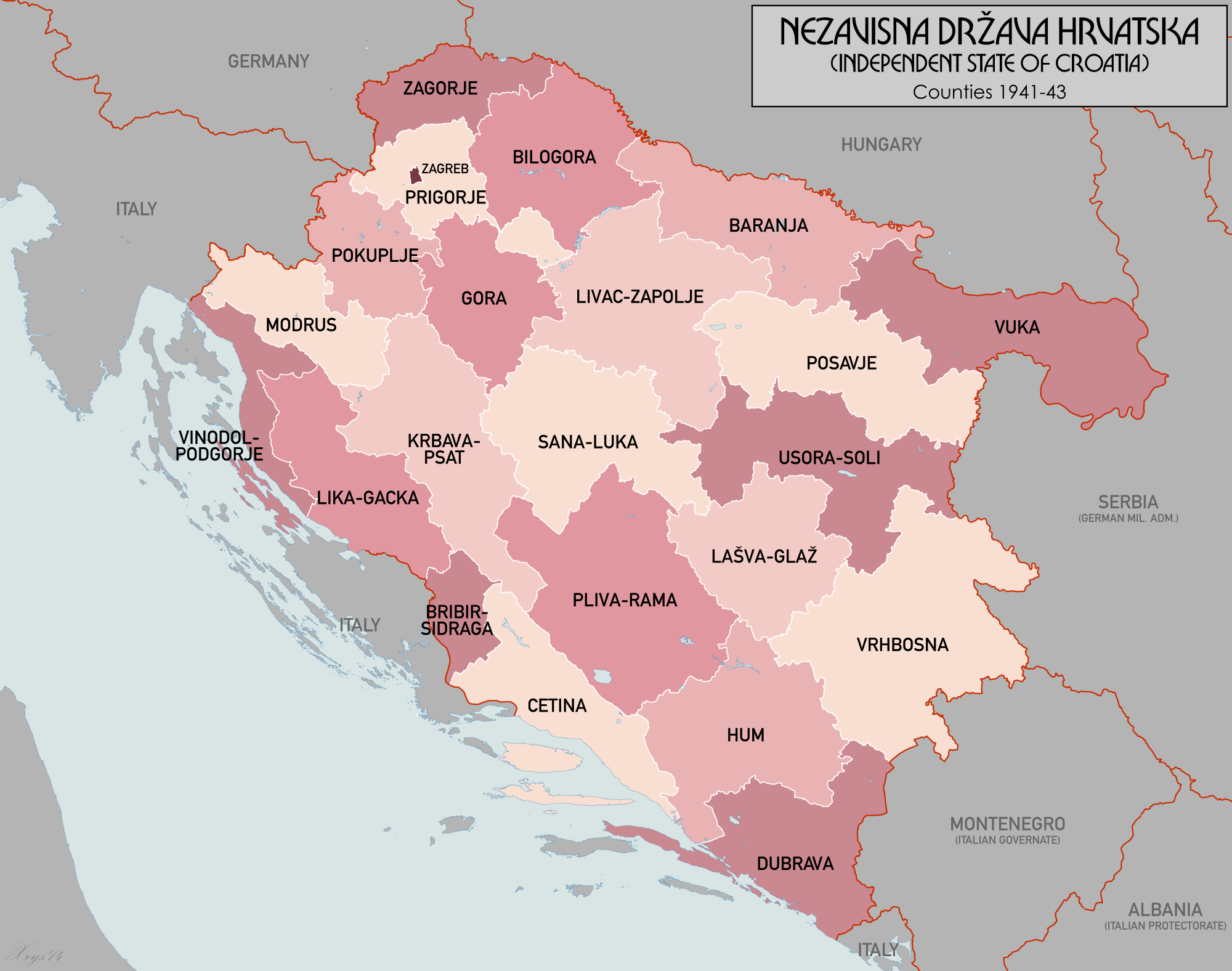
Адміністративний поділ НДХ

Велика жупа Усора-Солі (хорв. Velika župa Usora-Soli) — адміністративно-територіальна одиниця Незалежної Держави Хорватії, що виникла 20 липня 1941 та існувала на території Боснії і Герцеговини під час Другої світової війни. Адміністративний центр — Тузла. До 5 липня 1944 мала назву Усора і Солі. Велика жупа дістала свою назву від однойменної історичної області.
Цивільною адміністрацією у великій жупі керував великий жупан, якого призначав поглавник (вождь) Анте Павелич. Першим великим жупаном цієї великої жупи став дисидент (з 1938 р.) Югославської мусульманської організації Рагіб Чаплич. 
У вересні 1942 р. великим жупаном призначено Бахрію Кадича. У березні 1944 р. великим жупаном призначається Авдо Ферізбегович.
Велика жупа поділялася на райони, які називалися «котарські області» (хорв. kotarske oblasti) і збігалися в назві з їхніми адміністративними центрами:
- Власениця (з 5 липня 1944 р., перед тим у великій жупі Врхбосна)
- Добой,
- Грачаниця,
- Маглай,
- Теслич,
- Тешань,
- Тузла,
- Зворник
- Кладань (із 16 серпня 1941 р., перед тим у великій жупі Лашва-Глаж)
- Сребрениця (з 5 липня 1944 р., перед тим у великій жупі Врхбосна)

Крім того, в окрему адміністративну одиницю було виділено місто Тузла.
З реорганізацією великих жуп у НДХ на підставі Постанови про великі жупи від 5 липня 1944 до великої жупи Усора-Солі приєднано райони Сребрениця і Власениця з великої жупи Врхбосна.
Через воєнні дії та присутність ворожих сил адміністративний центр із 10 жовтня 1944 року перенесено з Тузли в Добой.